# Il diavolo nella carne (film 1950)
Il diavolo nella carne (Surrender) è un film del 1950 diretto da Allan Dwan.
È un film drammatico statunitense a sfondo western con Vera Ralston, John Carroll e Walter Brennan.

## Produzione
Il film, diretto da Allan Dwan su una sceneggiatura di James Edward Grant e Sloan Nibley e un soggetto dello stesso Grant, fu prodotto da Dwan per la Republic Pictures e girato da fine febbraio all'inizio di aprile 1950. Il titolo di lavorazione fu The Barton Woman.

## Distribuzione
Il film fu distribuito con il titolo Surrender negli Stati Uniti dal 15 settembre 1950 al cinema dalla Republic Pictures.
Altre distribuzioni:
- nelle Filippine il 22 aprile 1952
- in Danimarca il 25 novembre 1957 (Hundjævel)
- in Portogallo il 19 gennaio 2010 (Cinemateca Portuguesa) (première)
- in Brasile (Escrava do Desejo)
- in Italia (Il diavolo nella carne)
- negli Stati Uniti (The Barton Woman)

## Critica
Secondo il Morandini il film è "uno dei tanti melodrammi misogini imperniati su una malefica femme fatale" del periodo.

## Promozione
La tagline è: STORY OF AN AMORAL WOMAN!.